# Куяшкино
Куяшкино (баш. Ҡояш) — деревня в Кармаскалинском районе Республики Башкортостан Российской Федерации. Входит в состав Сахаевского сельсовета. 

## География

### Географическое положение
Находится на берегу реки Белой.
Расстояние до:
- районного центра (Кармаскалы): 25 км,
- центра сельсовета (Сахаево): 12 км,
- ближайшей ж/д станции (Карламан): 10 км.

## Население
| 2002 | 2009 | 2010 |
| ---- | ---- | ---- |
| 57   | ↗74  | ↗78  |

Национальный состав
Согласно переписи 2002 года, преобладающие национальности — татары (60 %), башкиры (31 %).